# Amaraco
Amaraco (in greco antico: Αμάρακος) era, nella mitologia greca, il credenziere di Cinira re di Cipro.
Incaricato di tener cura dei profumi del re, un giorno mandò in frantumi alcune ampolle che ne contenevano fra i più preziosi. Amaraco ne ebbe tanto rammarico, che ne mori. 
Mossi a compassione, gli dei lo trasformarono in una pianta odorifera detta maggiorana.